# Tulane Green Wave

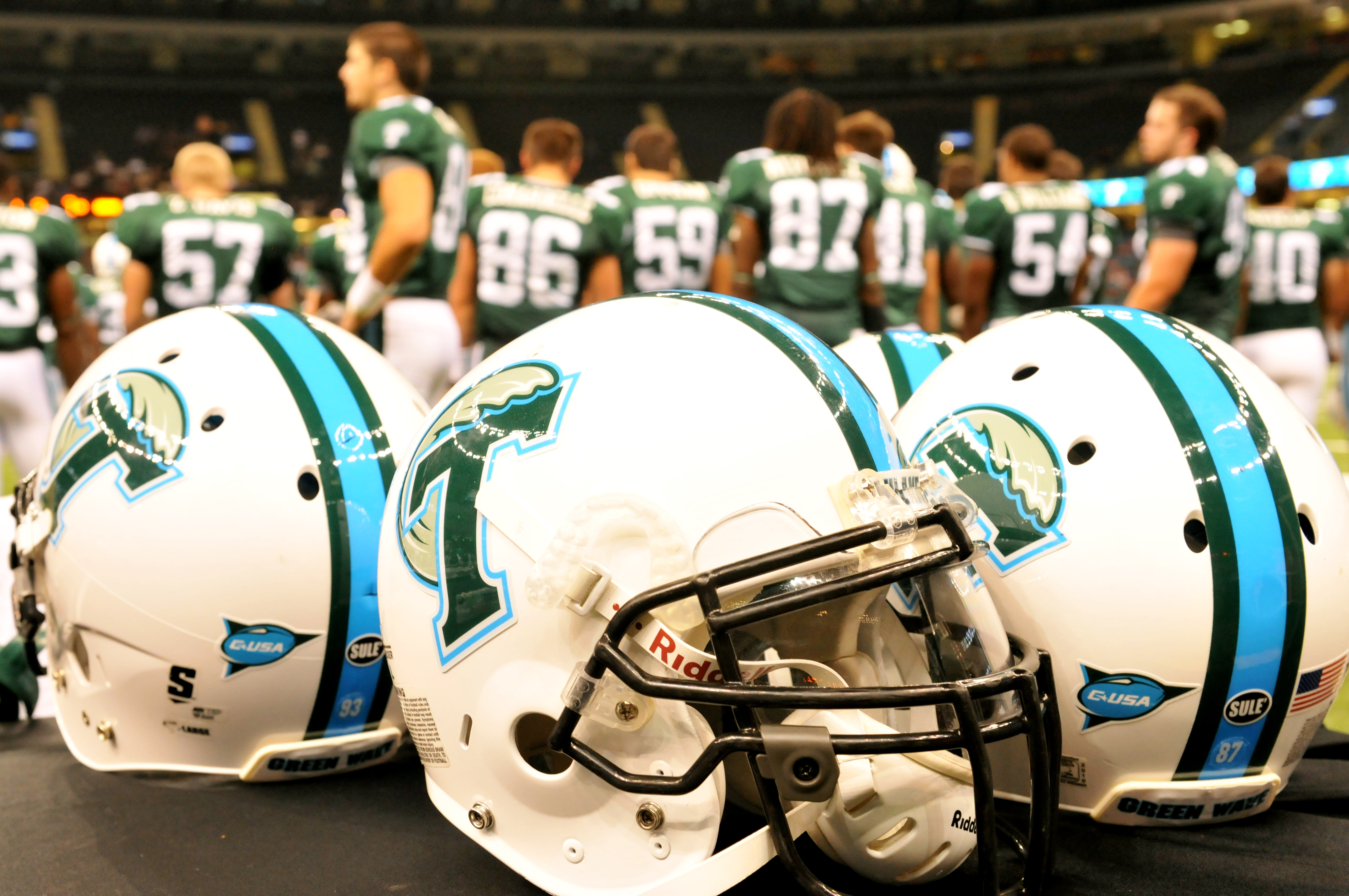
Cascos del equipo de fútbol americano.

Tulane Green Wave (español: Ola verde de Tulane) es el nombre de los equipos deportivos de la Universidad Tulane, situada en Nueva Orleans, Luisiana. Los equipos de la Green Wave participan en las competiciones universitarias organizadas por la NCAA, y forma parte de la American Conference.
A causa del Huracán Katrina, en 2005, los diferentes equipos deportivos tuvieron que disputar sus competiciones en otras universidades de Texas y Luisiana.

## Equipos
Tienen 7 equipos masculinos y 7 femeninos:
| - Masculino - Baloncesto - Cross - Tenis - Atletismo - Vela - Béisbol - Fútbol americano | - Femenino - Baloncesto - Cross - Golf - Atletismo - Vela - Natación - Voleibol de playa - Bowling |

## Deportistas destacados

### Baloncesto
- John Arthurs
- Bob Duffy
- Phil Hicks
- Jerald Honeycutt
- Linton Johnson
- Mel Payton
- Warren Perkins
- Sammis Reyes
- Jim Riffey
- Craig Spitzer
- Paul Thompson
- John "Hot Rod" Williams

### Vela
- Augie Diaz